# 拉杰果德县

古吉拉特邦萨乌拉施特拉地区

拉杰果德县（Rajkot district）为印度古吉拉特邦辖县，也是古吉拉特邦第三大经济发达县份，属于萨乌拉施特拉地区，人口3,804,558人（2011年），其中城镇人口51.29%。地理上该县位于卡提阿瓦半岛中部，东部与苏伦德拉讷格尔县和包纳加尔县接壤，南部和阿姆雷利县与朱纳格特县相连，西部与博尔本德尔县和贾姆讷格尔县交接，西北部临卡奇湾。行政中心驻拉杰果德市。